# 아오가시마촌
아오가시마촌(일본어: 青ヶ島村)은 일본 도쿄도 도서부 하치조 지청의 촌으로 이즈 제도의 남부 아오가섬에 위치한다. 도쿄 근처의 유인도 중 최남단에 있고 일본의 지방자치체 중 가장 인구가 적다.

## 지리
아오가시마라는 격리된 섬에 위치하고 도쿄 본토에서 남쪽으로 358.4km 떨어져 있다. 이즈 제도의 일부로 가장 가까운 하치조섬에서 71.4km 떨어져 있다.